# Ménage sans bonne
Pour les articles homonymes, voir Made in Heaven.
Pour plus de détails, voir Fiche technique et Distribution.
Ménage sans bonne (titre original : Made in Heaven) est un film britannique réalisé par John Paddy Carstairs, sorti en 1952.

## Synopsis
Un jeune couple participe à un concours pour lequel ils doivent prouver que leur mariage est heureux. Tout se passe bien jusqu'à l'arrivée d'une ravissante nouvelle bonne.

## Fiche technique
- Titre original : Made in Heaven
- Titre français : Ménage sans bonne
- Réalisation : John Paddy Carstairs
- Scénario : George H. Brown, William Douglas Home
- Direction artistique : Maurice Carter
- Costumes : Julie Harris
- Photographie : Geoffrey Unsworth
- Son : John W. Mitchell, Gordon K. McCallum
- Montage : John D. Guthridge
- Musique : Ronald Hanmer
- Production exécutive : Earl St. John
- Production : George H. Brown
- Société de production : George H. Brown Productions
- Société de distribution : General Film Distributors
- Pays d'origine :  Royaume-Uni
- Langue originale : anglais
- Format : couleur (Technicolor) — 35 mm — 1,37:1 — son mono
- Genre : Comédie
- Durée : 81 minutes
- Dates de sortie : 
  - Royaume-Uni : 1952
  - France  : 1er février 1957

## Distribution
- David Tomlinson : Basil Topham
- Petula Clark : Julie Topham
- Sonja Ziemann : Marta
- A. E. Matthews : Hillary Topham
- Charles Victor : Aubrey Topham
- Sophie Stewart : Marjorie Topham
- Philip Stainton : Stanley Grimes
- Richard Wattis : Hayworth Honeycroft
- Alfie Bass : Bert Jenkins
- Dora Bryan : Ethel Jenkins
- Ferdy Mayne : István
- Michael Brennan : Sergent Marne
- Athene Seyler : Miss Rosabelle Honeycroft
- Harold Kasket : le gros homme